# Wil Trapp
William Alexander „Wil” Trapp (ur. 15 stycznia 1993 w Gahannie) – amerykański piłkarz pochodzenia greckiego występujący na pozycji defensywnego pomocnika, reprezentant Stanów Zjednoczonych, od 2021 zawodnik Minnesoty United.

## Kariera klubowa
Trapp wychowywał się w miejscowości Gahanna, na przedmieściach miasta Columbus w stanie Ohio. Jest najmłodszym z trójki rodzeństwa (posiada brata i siostrę). Ma greckie korzenie – jego dziadek ze strony matki Demetrios Michaelides wyemigrował z Grecji do Stanów Zjednoczonych w 1951 roku, grał półprofesjonalnie w piłkę nożną i był wieloletnim animatorem rozwoju futbolu w stanie Ohio. Cała jego rodzina jest związana z kościołem Grecji. Zorganizowane treningi piłkarskie rozpoczynał w wieku sześciu lat. Uczęszczał do lokalnej Lincoln High School, z powodzeniem występując w szkolnej drużynie Lincoln Golden Lions. W 2009 roku wywalczył z nią mistrzostwo stanu – OHSAA Division 1 State Championship, zdobywając zwycięskiego gola z rzutu karnego w meczu finałowym. Wówczas także otrzymał nagrodę Ohio Gatorade Player of the Year, zaś w 2010 roku został wybrany najlepszym krajowym piłkarzem na poziomie szkoły średniej – NSCAA National High School Player of the Year. Dwukrotnie znalazł się również w drużynie High School All-American.
Równocześnie Trapp był członkiem akademii juniorskiej klubu Columbus Crew, w której pełnił rolę kapitana. Dwukrotnie wybierano go najlepszym piłkarzem w akademii (2009, 2010), w 2012 roku wygrał z nią rozgrywki U-19 NYSA National Championship. Studiował również na University of Akron i przez dwa lata występował w uczelnianej drużynie Akron Zips, będąc czołowym zawodnikiem rozgrywek uniwersyteckich. W 2011 roku został wybrany przez specjalistyczny portal Top Drawer Soccer (TDS) najlepszym uczelnianym piłkarzem z pierwszego roku w kraju, otrzymał nagrodę MAC Newcomer of the Year i znalazł się w drużynach College Soccer News Freshman All-American, All-MAC First Team i All-Ohio Team. W 2012 roku został natomiast wybrany do NSCAA All-America Third Team, All-MAC First Team, TDS Team of the Season Second Team oraz Academic All-MAC.
W grudniu 2012 Trapp podpisał profesjonalną umowę (na zasadzie homegrown contract) z Columbus Crew. W Major League Soccer zadebiutował 7 lipca 2013 w wygranym 1:0 spotkaniu z Portland Timbers, od razu zostając filarem środka pola. Premierowego gola w najwyższej klasy rozgrywkowej strzelił 13 września 2014 w zremisowanej 2:2 konfrontacji z Houston Dynamo. W marcu 2015 doznał kontuzji łydki, przez którą musiał pauzować przez kolejne cztery miesiące. W tym samym sezonie 2015 wywalczył z Crew wicemistrzostwo MLS, będąc czołowym środkowym pomocnikiem rozgrywek. Imponował kontrolą tempa i organizacją gry, pressingiem i inteligencją w grze. W 2016 roku został wyselekcjonowany do drużyny gwiazd ligi (MLS All-Star) na mecz z Arsenalem (1:2), jako pierwszy wychowanek Crew w historii. W 2017 roku (po odejściu Michaela Parkhursta) został wybrany przez trenera Gregga Berhaltera nowym kapitanem drużyny, wcześniej przez dwa lata pełnił funkcję wicekapitana. W marcu 2017 podpisał nowy, wieloletni kontrakt z klubem.
W 2020 roku podpisał kontrakt z nowo utworzonym klubem Interem Miami.

## Kariera reprezentacyjna
Trapp rozpoczynał swoją karierę w reprezentacji Stanów Zjednoczonych już od kategorii wiekowej do lat czternastu, w następnych latach występował w kadrach do lat piętnastu i osiemnastu. Portale Top Drawer Soccer i College Soccer News umieściły go na piątym miejscu na liście najlepszych młodych piłkarzy w Stanach Zjednoczonych, a ponadto Top Drawer Soccer ocenił jego potencjał na maksymalne pięć gwiazdek. W 2013 roku otrzymał nagrodę U.S. Soccer’s Young Male Athlete of the Year dla najlepszego młodego zawodnika w kraju.
W lutym 2013 Trapp został powołany przez Taba Ramosa do reprezentacji Stanów Zjednoczonych U-20 na Mistrzostwa Ameryki Północnej U-20. Tam miał pewne miejsce w wyjściowym składzie i rozegrał wszystkie pięć spotkań od pierwszej minuty, zdobywając gola w ćwierćfinale z Kanadą (4:2). Amerykanie dotarli wówczas do finału, ulegając w nim po dogrywce gospodarzom – Meksykowi (1:3), a on sam został wybrany przez CONCACAF do najlepszej jedenastki turnieju. Dwa miesiące później znalazł się w składzie na towarzyski Turniej w Tulonie, podczas którego wystąpił we wszystkich czterech meczach (w trzech w pierwszym składzie), a jego kadra odpadła z imprezy w fazie grupowej. W czerwcu został powołany na Mistrzostwa Świata U-20 w Turcji, gdzie również był filarem swojej ekipy. Rozegrał wówczas w pełnym wymiarze czasowym wszystkie trzy spotkania, a Amerykanie odpadli z młodzieżowego mundialu w fazie grupowej.
We wrześniu 2015 Trapp znalazł się w ogłoszonym przez Andreasa Herzoga składzie reprezentacji Stanów Zjednoczonych U-23 na północnoamerykański turniej kwalifikacyjny do Igrzysk Olimpijskich w Rio de Janeiro. Tam wystąpił w czterech z pięciu możliwych meczów (we wszystkich z nich w wyjściowym składzie). Amerykanie – gospodarze eliminacji – zajęli trzecie miejsce w rozgrywkach, lecz nie awansowali ostatecznie na igrzyska, wobec późniejszej porażki w marcu 2016 z Kolumbią (1:1, 1:2) w międzykontynentalnym dwumeczu barażowym (Trapp rozegrał przeciwko Kolumbijczykom pełne dwa spotkania).
W seniorskiej reprezentacji Stanów Zjednoczonych Trapp zadebiutował za kadencji selekcjonera Jürgena Klinsmanna, 28 stycznia 2015 w przegranym 2:3 meczu towarzyskim z Chile.